# Área Marinha Protegida das Avencas
A Área Marinha Protegida das Avencas (também conhecida como Zona de Interesse Biofísico das Avencas ou ZIBA) é uma área intertidal classificada no Plano de Ordenamento da Orla Costeira Cidadela – São Julião da Barra, e declarada como zona de interesse biofísico desde 1998, sendo reclassificada em outubro de 2016. Constitui uma área marinha protegida localizada entre as praias de São Pedro do Estoril e da Parede e é delimitada pela Estrada Marginal e pela distância à costa de ¼ de milha. A zona inclui uma praia de pequena dimensão, as Avencas, envolvida a por uma extensa plataforma rochosa com recortes peculiares trabalhada intensamente pela erosão marinha. A sul desta praia, possui degraus que ficam gradualmente expostos durante a baixa-mar. Por ter este estatuto, a Praia das Avencas é considerada uma praia equiparada a uso condicionado. A ZIBA alberga um ecossistema frágil e delicado, sendo a construção desorganizada, a remoção de plantas necessárias para fixar o solo, a pesca não autorizada, o pisoteio e o lixo deixado na praia os principais fatores que põem causa a diversidade biológica da zona. De modo a combater algumas destas questões, foram assinalados trilhos de visitação através de cordas pela Câmara Municipal de Cascais.

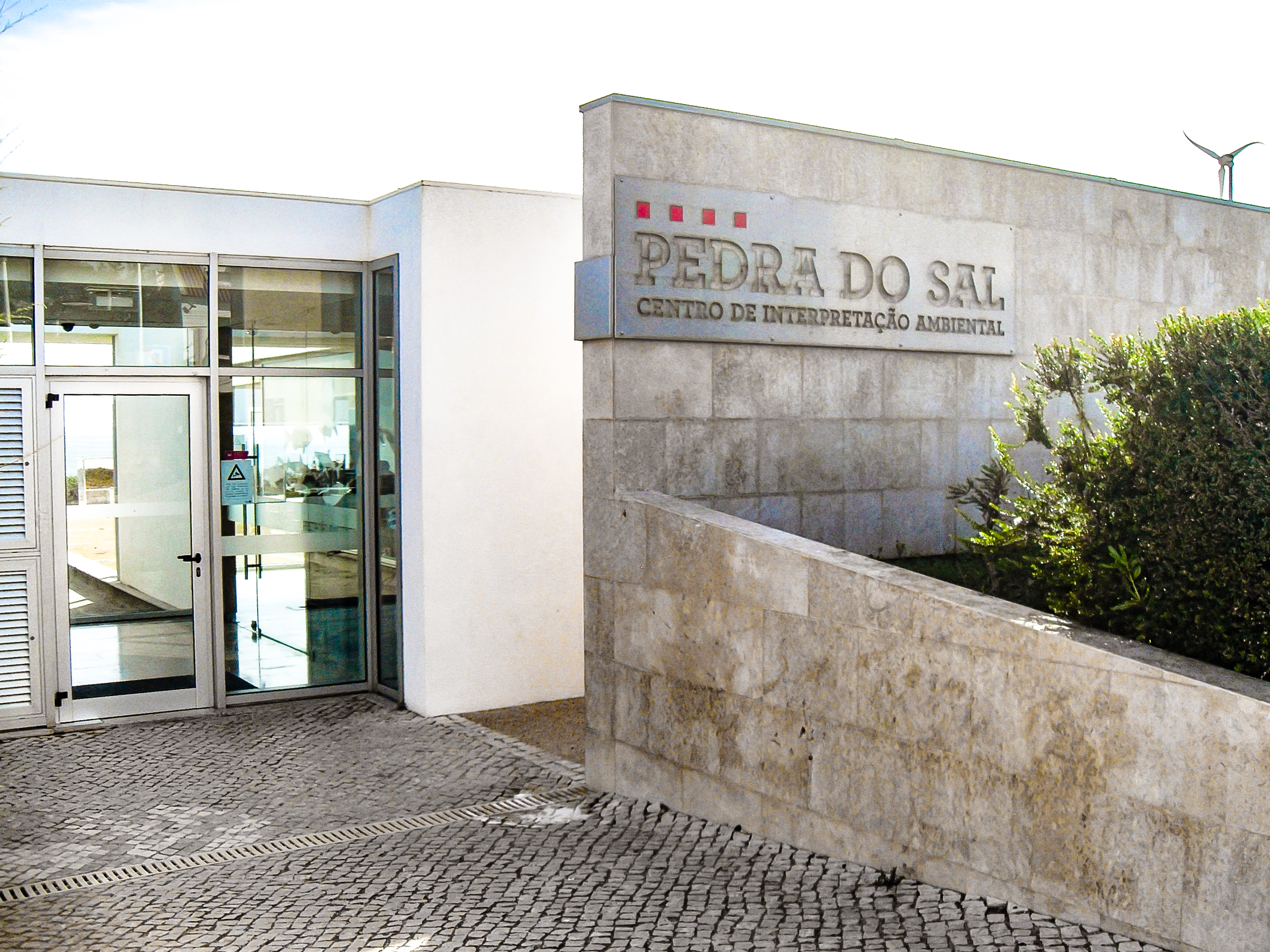
Entrada do Centro de Interpretação Ambiental.

## Centro de Interpretação Ambiental
Na zona da Ponta do Sal, em São Pedro do Estoril, encontra-se um Centro de Interpretação Ambiental, construído em 2005 pelo Instituto da Água. Nele é possivel conhecer mais sobre a diversidade biofísica, geológica e paisagística da ZIBA, as suas características, e observar e interagir com as suas espécies autóctones através do «Touch Tank», um pequeno aquário que reproduz à escala o ecossistema de «poças de maré» da Zona das Avencas.